# Ken Fletcher
Kenneth Norman Fletcher, detto Ken (Brisbane, 15 giugno 1940 – Brisbane, 11 febbraio 2006), è stato un tennista australiano.

## Carriera
Dopo aver frequentato il St Laurence's College e aver dimostrato un discreto talento per il tennis passa tra i professionisti nel 1957.

Nel 1962 raggiunge i quarti di finale a Wimbledon, ottenendo il suo primo risultato importante, ma l'anno successivo sarà il più importante della sua carriera.
Il 1963 comincia nella maniera migliore, agli Australian Championships raggiunge la finale in tutte e tre le specialità. Vince il doppio misto insieme a Margaret Smith Court mentre viene sconfitto nel singolare da Roy Emerson e perde pure nel doppio maschile in coppia con John Newcombe.

Al secondo Slam dell'anno, gli Internazionali di Francia, raggiunge i quarti di finale nel singolare venendo sconfitto da Michael Sangster mentre vince il doppio misto ancora in coppia con Margaret Smith Court. La scena si ripete anche a Wimbledon dove la Smith Court e Fletcher conquistano il terzo titolo consecutivo nel doppio misto.

Agli U.S. National Championships completano il loro Grande Slam nel doppio misto, prima coppia nella storia a riuscirci.
Negli anni successivi i risultati migliori arrivano nel doppio, nel 1964 raggiunge la finale del doppio maschile e del doppio misto in Australia venendo sconfitto nel primo ma vincendo il secondo. Agli Internazionali di Francia 1964 conquista il titolo sia nel doppio maschile che nel doppio misto. Nel 1965 sono altri due i titoli dello Slam conquistati, entrambi nel doppio misto con le vittorie in Francia e a Wimbledon. A Londra nel 1966 arriva in finale e vince sia il titolo di doppio maschile che quello per il doppio misto. L'ultima finale ed ultima vittoria dello Slam arriva ancora a Wimbledon dove, nel 1968, vince il titolo del doppio misto, ancora insieme a Margaret Smith Court.

In totale in carriera ha giocato 22 finali del Grande Slam vincendone 12, due nel doppio maschile e dieci nel doppio misto.
Muore nel 2006 dopo una lunga battaglia contro il cancro.

## Finali nei tornei del Grande Slam

### Singolare

#### Finali perse (1)
| Anno | Torneo                   | Avversario in Finale | Punteggio   |
| 1963 | Australian Championships | Roy Emerson          | 6–3 6–3 6–1 |

### Doppio

#### Vittorie (2)
| Anno | Torneo                    | Compagno      | Avversari in Finale          | Punteggio          |
| 1964 | Internazionali di Francia | Roy Emerson   | John Newcombe Tony Roche     | 7-5, 6-3, 3-6, 7-5 |
| 1966 | Wimbledon                 | John Newcombe | William Bowrey Owen Davidson | 6-3, 6-4, 3-6, 6-3 |

### Doppio misto

#### Vittorie (10)
| Anno | Torneo                        | Compagna             | Avversari in Finale              | Punteggio     |
| 1963 | Australian Championships      | Margaret Smith Court | Lesley Turner Bowrey Fred Stolle | 7-5, 5-7, 6-4 |
| 1963 | Internazionali di Francia     | Margaret Smith Court | Lesley Turner Fred Stolle        | 6-1, 6-2      |
| 1963 | Wimbledon                     | Margaret Smith Court | Darlene Hard Bob Hewitt          | 11-9, 6-4     |
| 1963 | U.S. Championships            | Margaret Smith Court | Doris Hart Shirley Fry Irvin     | 10–8, 6–4     |
| 1964 | Australian Championships (2)  | Margaret Smith Court | Jan Lehane O'Neill Mike Sangster | 6-3, 6-2      |
| 1964 | Internazionali di Francia (2) | Margaret Smith Court | Lesley Turner Fred Stolle        | 6-3, 4-6, 8-6 |
| 1965 | Internazionali di Francia (3) | Margaret Smith Court | Maria Bueno John Newcombe        | 6-4, 6-4      |
| 1965 | Wimbledon (2)                 | Margaret Smith Court | Judy Tegart-Dalton Tony Roche    | 12-10, 6-3    |
| 1966 | Wimbledon (3)                 | Margaret Smith Court | Billie Jean King Dennis Ralston  | 4-6, 6-3, 6-3 |
| 1968 | Wimbledon (4)                 | Margaret Smith Court | Alex Metreveli Ol'ga Morozova    | 6–1, 14–12    |